# 金清
金清（1962年6月1日—），韓國女演員，常見錯譯為金青。1981年獲MBC小姐，以MBC 14期演員培訓班出道。
金清的父親在她出生百日時逝世，父母當時尚未完婚，直到12歲，舅舅才幫她申報戶口，因此她戶籍上的年齡比實際小12歲，並在1996年改從父姓「安」。

## 演出作品

### 電視劇
- 1987年：MBC《愛情與野望》飾演 于恩歡
- 1990年：KBS《風雲碑（朝鲜语：바람과 구름과 비 (1989년 드라마)）》飾演 黃鳳蓮
- 1991年：KBS《Les te 奏鳴曲》
- 1991年：KBS《三天的承諾》
- 1992年：KBS《絕望的人》
- 1993年：KBS《青春劇場》
- 1996年：MBC《路上的女人》
- 2001年：SBS《Honey Honey》
- 2001年：SBS《美麗的日子》
- 2002年：SBS《玻璃鞋》飾演 金賢芝
- 2003年：MBC《1%的可能性》飾演 李秀英
- 2003年：MBC《烈愛無間道》飾演 張尹智
- 2004年：KBS《北京，我的愛》飾演 羅夫人
- 2004年：SBS《巴黎戀人》
- 2005年：KBS《豪傑春香》飾演 春香的母親
- 2006年：SBS《天國的樹》
- 2007年：SBS《黃金新娘》飾演 玉智英母親
- 2007年：MBC《別巡檢》
- 2008年：MBC《我人生最後的緋聞》飾演 高靜淑
- 2008年：MBC《別巡檢2》
- 2009年：SBS《愛你千萬次》飾演 金青子
- 2010年：SBS《錯愛一家親》飾演 河恩實
- 2010年：KBS《灰姑娘的姐姐》飾演 洪會長的老婆
- 2011年：MBC《相信男人》飾演 姜仁禧
- 2011年：SBS《守護老闆》飾演 黃館長
- 2011年：SBS《太陽的新娘》飾演 鄭仁淑
- 2012年：MBN《愛情能用錢買嗎》飾演 鄭女士
- 2012年：SBS《傻瓜媽媽》飾演 政道的媽媽
- 2013年：JTBC《荊棘花》飾演 洪氏
- 2013年：SBS《大風水》飾演 明德太后
- 2013年：SBS《Wonderful Mama》飾演 崔恩玉
- 2013年：SBS《兩個女人的房間》飾演 孔善珠
- 2013年：MBC《Medical Top Team》飾演 韓銀淑
- 2014年：JTBC《我們能相愛嗎》飾演 京珠母（特別演出）
- 2014年：KBS《天上女人》飾演 禹雅蘭
- 2014年：SBS《美女的誕生》飾演 孫志淑
- 2014年：SBS《奔跑吧薔薇》飾演 崔教授
- 2015年：SBS《假面》
- 2015年：SBS《我有愛人了》飾演 金葵南
- 2015年：SBS《我的夢幻葬禮》飾演 美秀母（特別演出）
- 2016年：KBS《五個孩子》飾演 李占淑
- 2016年：SBS《你是禮物》飾演 千台華
- 2017年：MBC《多樣的兒媳》飾演 羅明子
- 2020年：MBC《愛我的間諜》飾演 韓福深

### 電影
- 1986年：《全身心的愛2》
- 1988年：《愛的洛書》
- 1990年：《勇敢的人們》
- 1990年：《誰折斷了紅薔薇》
- 1996年：《一千年虛幻生》
- 1996年：《Karuna》
- 2001年：《魔鬼女神》
- 2004年：《成為女子高中生媳婦的事》
- 2004年：《新石器布魯士舞》
- 2007年：《色即是空2》
- 2008年：《同居,同樂》

## 獲獎
- 1996年：第34屆大鐘獎最佳女配角
- 1998年：第13屆大韓民國電影節女演員獎

## 外部連結
- NAVER （页面存档备份，存于）